# الکساندر باتالسکی
الکساندر باتالسکی (اوکراینی: Олександр Анатолійович Батальський؛ زادهٔ ۲۸ اکتبر ۱۹۸۶) بازیکن فوتبال اهل اوکراین است.
وی همچنین در تیم ملی فوتبال زیر ۲۱ سال اوکراین بازی کرده‌است.